# 城川镇 (静宁县)
城川镇，是中华人民共和国甘肃省平凉市静宁县下辖的一个乡镇级行政单位。
2016年，甘肃省民政厅批复同意撤销城川乡，设立城川镇。

## 行政区划
城川镇下辖以下地区：
杨庄村、陈马村、冯局村、甘河村、红旗村、靳寺村、吴庙村、高湾村、大寨村和咀头村。